# (72543) Simonemarchi
(72543) Simonemarchi est un astéroïde de la ceinture principale.

## Description
(72543) Simonemarchi est un astéroïde de la ceinture principale. Il fut découvert le 26 février 2001 à Cima Ekar par le programme Asiago-DLR Asteroid Survey. Il présente une orbite caractérisée par un demi-grand axe de 2,58 UA, une excentricité de 0,07 et une inclinaison de 10,6° par rapport à l'écliptique.

## Compléments